# Saint-Martin (Jersey)
Pour les articles homonymes, voir Saint-Martin.
Saint-Martin (Saint Martîn en jersiais) est l’une des douze paroisses de Jersey dans les îles Anglo-normandes. Historiquement, Saint-Martin s’appelait Saint-Martin-le-Vieux pour la distinguer aujourd’hui de la paroisse de Grouville (historiquement Saint-Martin-de-Grouville). 
La paroisse est une communauté mixte rurale-urbaine et forme le coin nord-est du rectangle de Jersey. Il a le point le plus à l'est du bailliage. La majeure partie de la population se concentre dans les villages de la paroisse et le long de la Grande Route de Faldouet et de la côte en direction de Sainte-Catherine.
Le village de Gouray est en partie situé dans la paroisse, avec le reste du village à Grouville. À Gouray, la paroisse abrite l'une des trois principales fortifications militaires anglaises situées à Jersey: le château du Mont Orgeuil. Le village de Maufant est également en partie situé à Saint-Martin, le long de la frontière avec Saint-Sauveur.

## Histoire
Les dolmens du Dolmen du Couperon et de La Pouquelaye de Faldouet comptent parmi les vestiges préhistoriques de la paroisse formant un alignement de pierres pouquelées.
La Pouquelaye de Faldouet figure au verso de la pièce de dix pence de Jersey et a inspiré en 1855 le poème Nomen, numen, lumen à Victor Hugo durant son exil à Jersey.
Le rocher connu sous le nom de Saut Geffroy a la réputation d’être un ancien lieu d’exécution d’où les criminels étaient jetés à la mer. Selon le folklore, un homme nommé Geffroy avait été condamné à être jeté à la mer. Il aurait survécu et remonté la falaise où une dispute aurait éclaté parmi les témoins, certains soutenant que la sentence avait été dûment exécutée et que Geffroy était libre, d’autres que la sentence n’avait pas été correctement exécutée. Pour accommoder le différend et démontrer sa prouesse, Geffroy aurait plongé du rocher, mais aurait péri. Le Saut Geffroy est maintenant préservé par le National Trust for Jersey.
L’antique château de Mont-Orgueil domine le petit port et village de Gorey. Jusqu’à la construction d’une prison à Saint-Hélier au XVIIe siècle, le château servait de prison de l’île où le gouvernement britannique a emprisonné des agitateurs. Jusqu’à la construction d’Elizabeth Castle à Saint-Hélier au début du XVIIe siècle, Mont-Orgueil servait généralement de résidence aux gouverneurs de Jersey. L’immense digue à Sainte-Catherine est tout ce qui reste d’un colossal projet de port entamé au XIXe siècle par le gouvernement britannique avant d’être abandonné. C’est maintenant un emplacement populaire pour les pêcheurs à la ligne.
L’orphelinat du Haut de la Garenne, qui a été le théâtre de l’affaire de l'orphelinat de Jersey, se trouve à Faldouet, à la Rue de la Pouclée et des Quatre Chemins.

## Géographie
Le brise-lames de Sainte-Catherine est tout ce qui reste d'un projet portuaire grandiose commencé, puis abandonné, par le gouvernement britannique au XIXe siècle. C'est maintenant un site populaire pour les pêcheurs en mer.
C'est l'une des paroisses les plus agricoles. Elle possède le meilleur troupeau de bovins de Jersey, certains des plus grands producteurs de pommes de terre et un certain nombre de petits agriculteurs cultivant désormais la nouvelle marque «Genuine Jersey», principalement biologique.
Les principaux villages de la paroisse sont les villages de Saint-Martin, Maufant et Gouray. Gouray est en deux paroisses - Saint-Martin et Grouville. La moitié sud de Maufant est située à Saint-Martin, cependant la route principale à travers le village est à Saint-Sauveur.
Les Écréhous, petit groupe d'îlots, font également partie de la paroisse.

## Culture
Saint-Martin demeure l’un des bastions restants de jersiais à conserver un accent distinct. La région autour de Faldouet a autrefois possédé un dialecte propre, connu sous le nom de Faldouais, dont la caractéristique distinctive était l’intervocalisation du /r/ en /z/. Bien que le Faldouais soit éteint, il a laissé des quantités notables d’écrits en littérature jersiaise.
L’artiste Edmond Blampied est né à Ville Brée le 30 mars 1886.

## Politique
Saint-Martin est la seule paroisse de Jersey à ne pas gérer ses affaires municipales dans une salle paroissiale. À la place, Saint-Martin a accepté l’argent des États de Jersey pour obtenir une salle d’assemblée publique.
Saint-Martin est administrativement divisé en cinq vingtaines comme suit :
- La Vingtaine de Rozel, de Saint-Martin (La Vîngtaine dé Rôzé en jersiais) ;
- La Vingtaine de Faldouet (La Vîngtaine dé Faldou en jersiais) ;
- La Vingtaine de la Quéruée (La Vîngtaine d'la Tchéthuée en jersiais) ;
- La Vingtaine de l'Église (La Vîngtaine d'l'Églyise en jersiais) ;
- La Vingtaine du Fief de la Reine (La Vîngtaine du Fief du Rouai en jersiais).

Les Écréhous font partie de la paroisse de Saint-Martin.
Constituant un district électoral, Saint-Martin élit un député.

## Démographie
| 3528                     | 3423 | 3628 |
| Statistiques depuis 1991 |      |      |

## Galerie

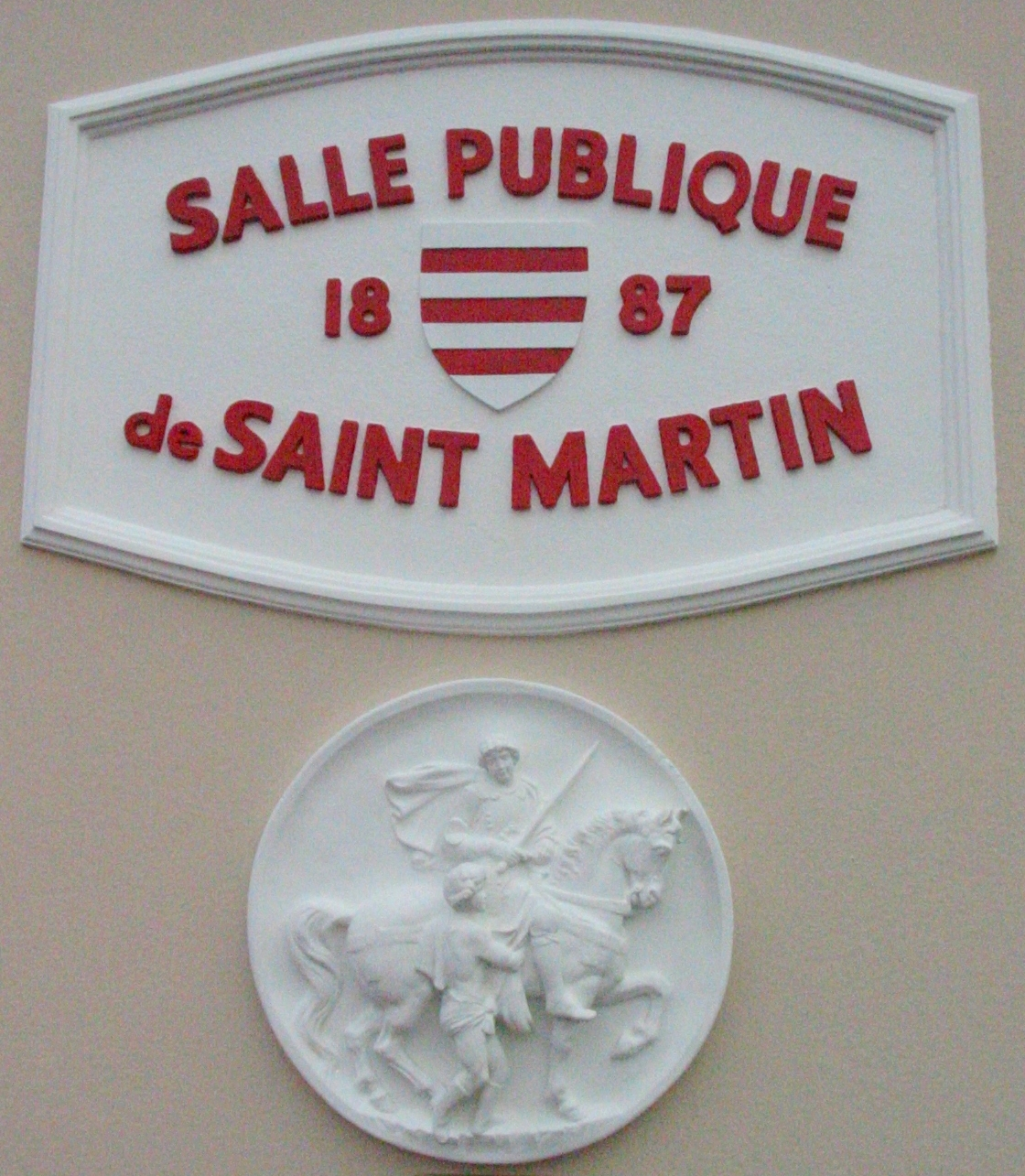
Salle publique de Saint-Martin.
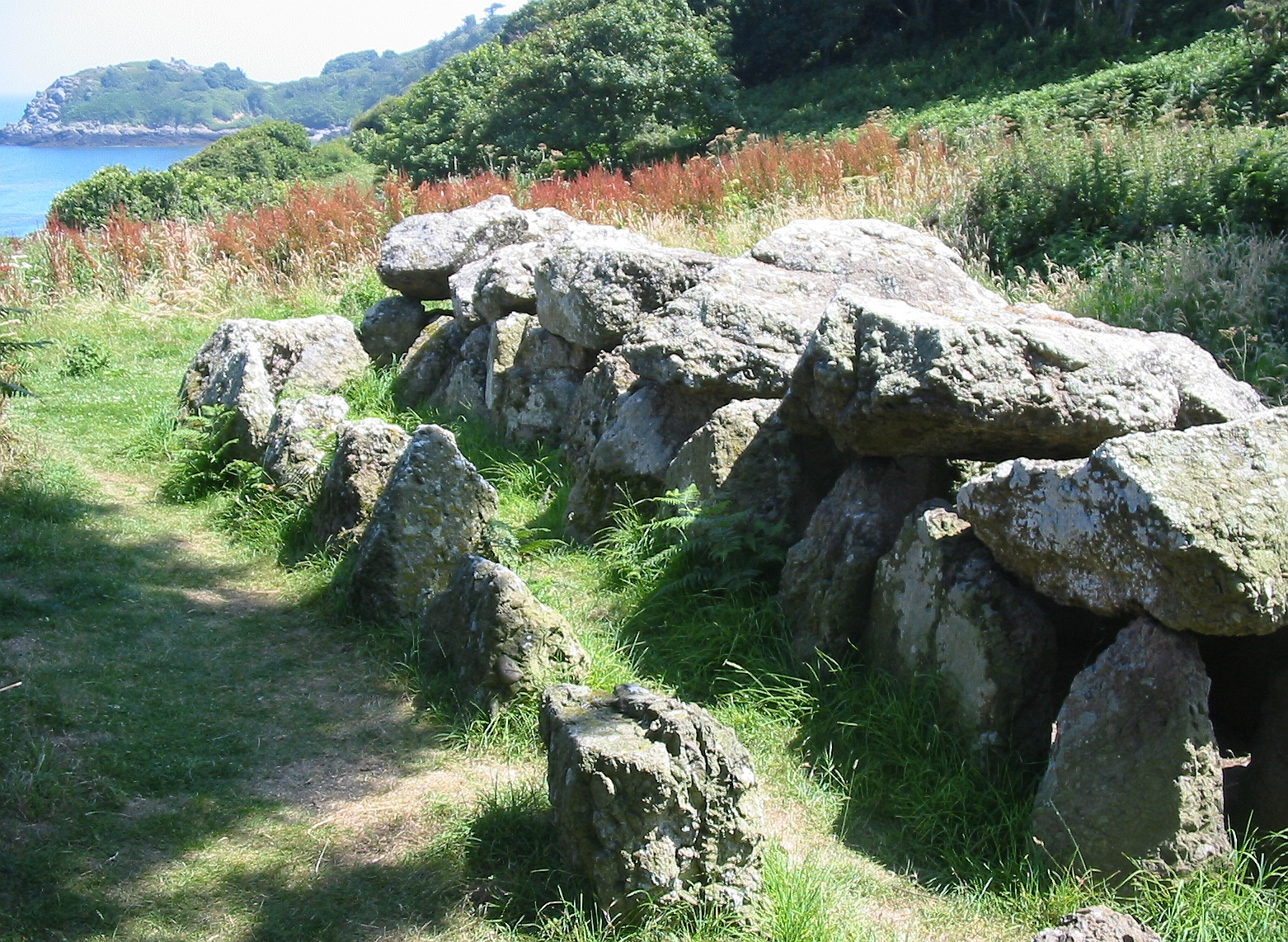
Le dolmen du Couperon
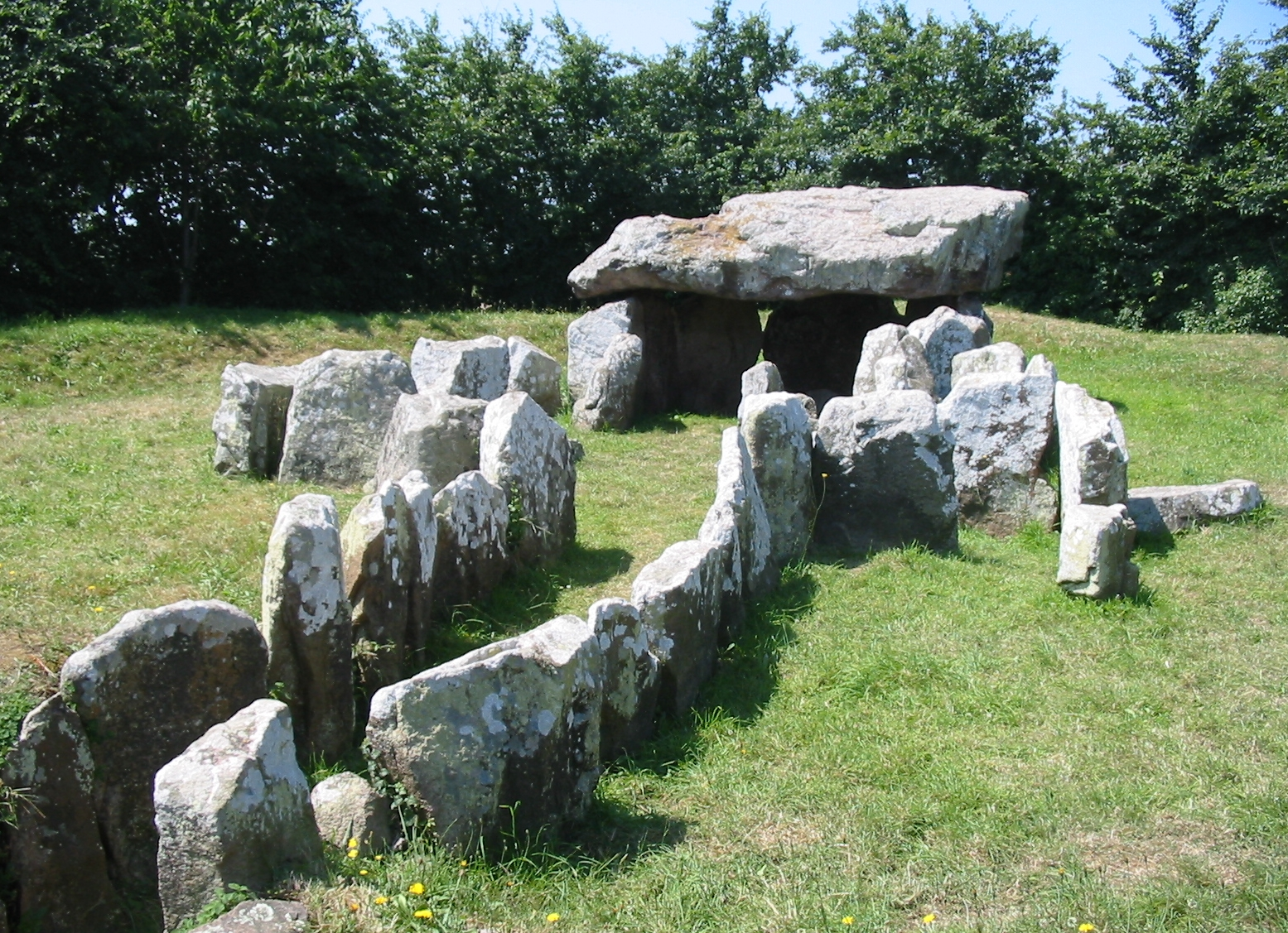
La Pouquelaye de Faldouet est l’un des dolmens les mieux préservés de Jersey avec celui du Couperon.
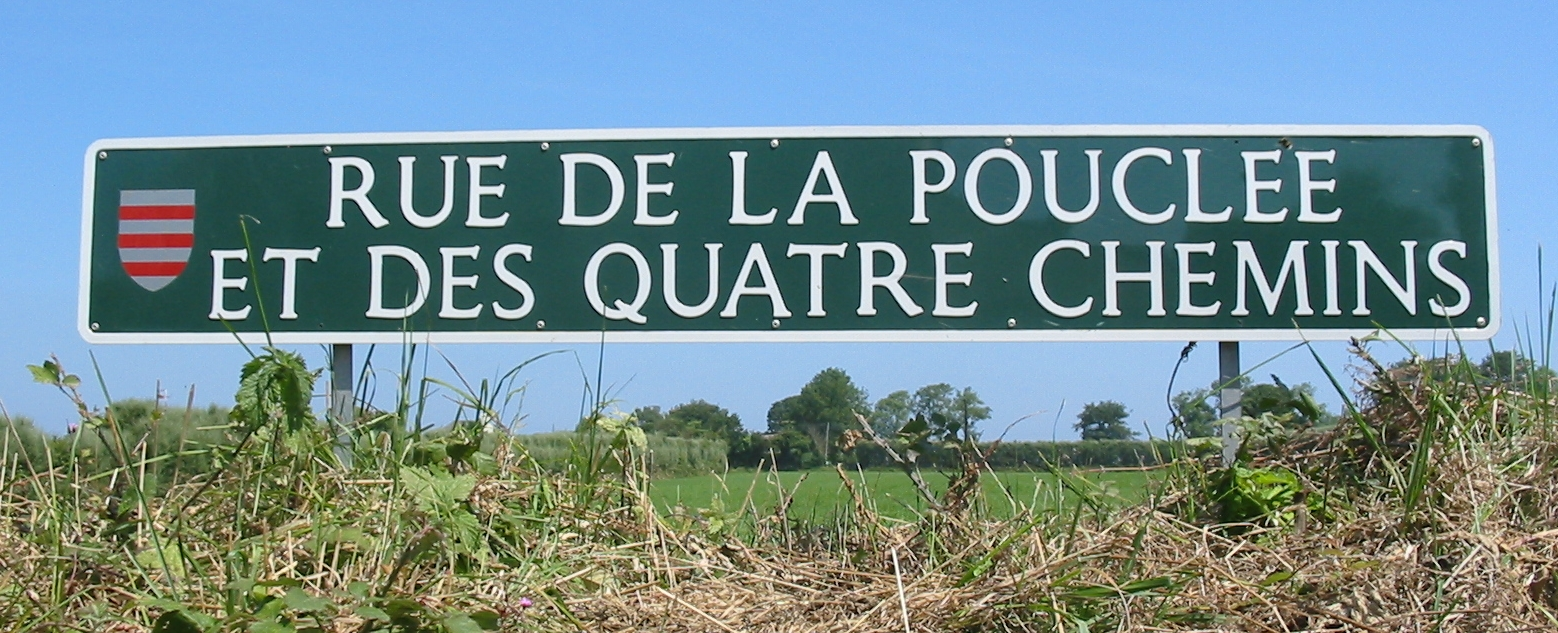
Le dolmen (en jersiais, pouquelaye ou anciennement pouclée) de Faldouet donne le nom de rue le plus long de Jersey : Rue de la Pouclée et des Quatre Chemins.
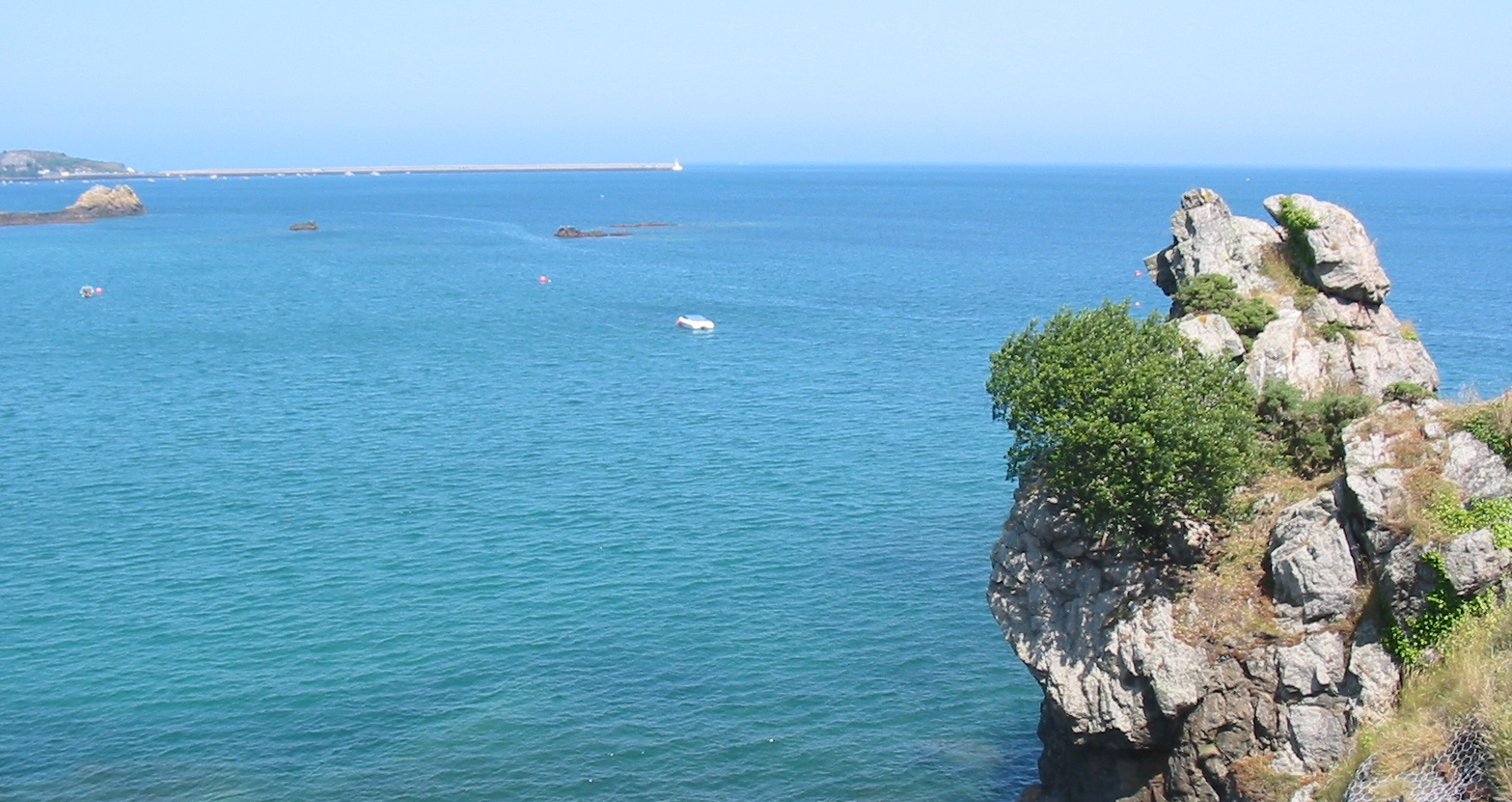
Le Saut Geffroy à droite.
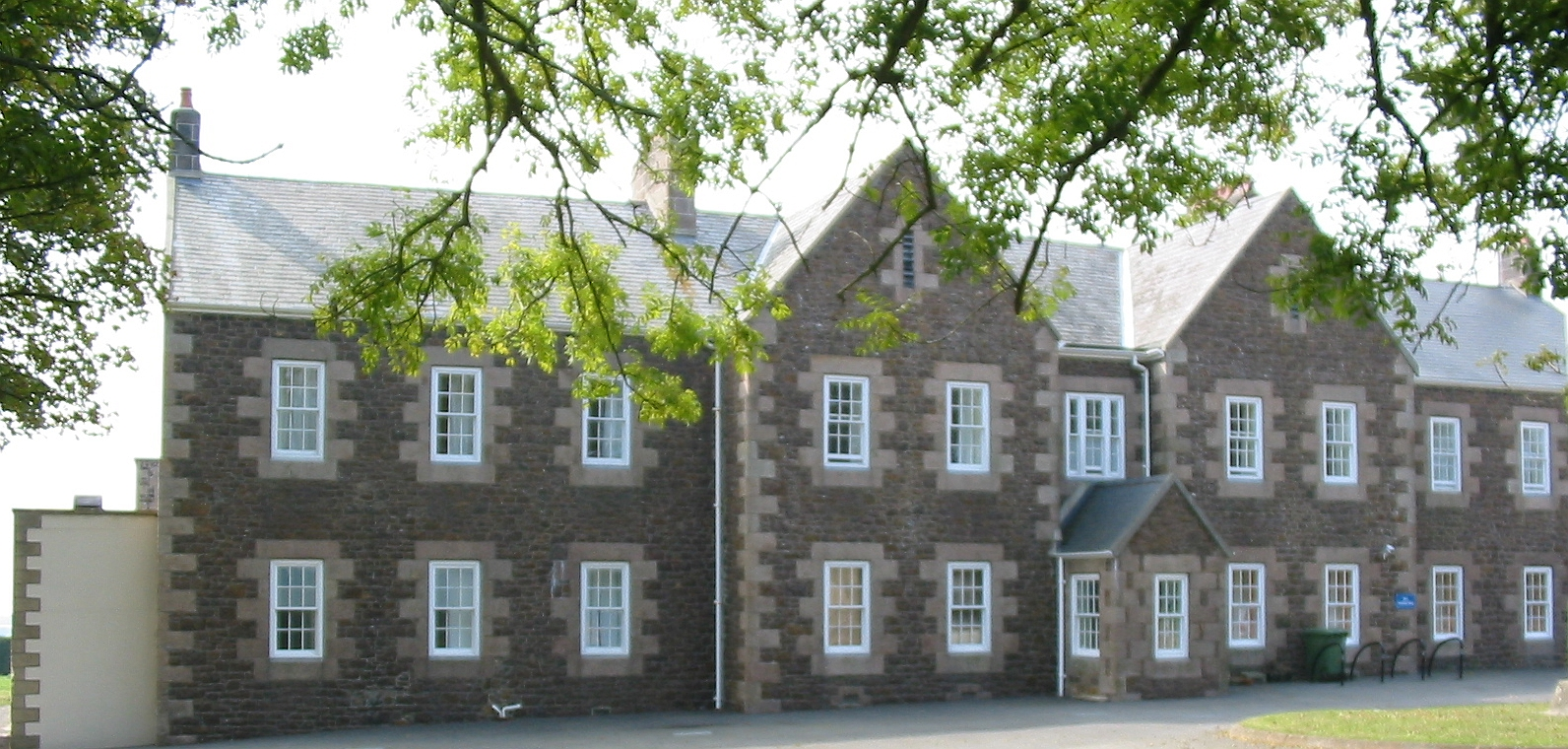
Bâtiment du Haut de la Garenne.